# 陳伯信
陈伯信（6世紀—589年），字孚之，南北朝陳朝衡陽王。世祖文帝陈蒨第七子。

## 母
劉昭華，陈文帝的妃嫔，陈文帝即位后，封为昭华。

## 生平
文帝天嘉元年（560年），陈武帝唯一在世儿子衡阳献王陈昌从北周还朝，在路上被陈文帝派侯安都所杀，无子，当年四月文帝立陈伯信为衡阳王，奉献王陈昌祭祀，師事陸玠。不久为宣惠将军、丹阳尹，置佐史（有法曹參軍姚思廉、中記室參軍沈不害、中錄事參軍阮卓）。陈宣帝太建四年（572年），为中护军。六年（574年），为宣毅将军、扬州刺史。加侍中、散骑常侍。十一年（579年），进号镇前将军，太子詹事，其他如故。陳後主陈叔宝祯明元年（587年），出为镇南将军、西衡州刺史。祯明三年（589年）隋灭陈渡长江，陈伯信与临汝侯陈方庆都被东衡州（韶州）刺史王勇杀害。

## 資料來源
- 《陳書》卷二十八 列傳第二十二 世祖九王